# Claudius Veltée
Claudius Veltée (* 16. Januar 1867 in Budapest; † 13. Juli 1918 in Wien, Österreich-Ungarn) war ein österreichischer Theaterbetreiber, Kinopionier, Filmregisseur, Filmproduzent und Drehbuchautor.

## Lebe
Veltée, Sohn des Panoptikum-Betreibers Louis Veltée (ca. 1830 – 1897), begann seine berufliche Laufbahn im Schaugeschäft seines Vaters. Mit fast 30 Jahren gründete er 1896 sein eigenes Etablissement Veltées Panoptikum am Wiener Kohlmarkt 9. Mit dem Aufkommen der Kinematographie begann sich Veltée auch für die Arbeit im Filmlabor zu interessieren. 1908 soll er in Österreichs offiziell erstem Kinospielfilm Von Stufe zu Stufe mitgewirkt haben, doch ist die Existenz eines solchen Films strittig. Als sein Etablissement 1913 geschlossen werden musste, hatte Veltée dort zuletzt auch zahlreiche Filme zur Aufführung gebracht.
Einige Jahre zuvor war er, gemeinsam mit seiner Schwester Luise Kolm, ihrem Ehemann Anton Kolm und ihrem zweiten Gatten Jakob Fleck an der Gründung der ersten bedeutenden österreichischen Filmproduktionsfirma Österreichisch-Ungarische Kino-Industrie beteiligt, aus der 1910 die Wiener Kunstfilm-Industrie hervorging. Als ihr Co-Direktor und Mitteilhaber war Veltée an zahlreichen zentralen Produktionen des frühen österreich-ungarischen Films beteiligt. Bei zumindest drei Spielfilmen des Jahres 1911 führte er mit den drei zuvor Genannten nachweislich auch Regie und war auch am Drehbuch beteiligt.
Veltée  war Träger des osmanischen Medschidjeordens. Er starb 51-jährig in der Spätphase des Ersten Weltkriegs in Wien.

## Filmografie
als Co-Regisseur  und Drehbuchmitarbeiter
- 1911: Hoffmanns Erzählungen
- 1911: Die Glückspuppe
- 1912: Trilby